# Zona de Vest, Sierra Leone
Provincia Western este una dintre cele 4 unități administrativ-teritoriale de gradul I ale statului Sierra Leone. 
Aici se află 2 districte (subdiviziuni de gradul II):
- Freetown Area Rural, reședința Freetown
- Freetown Area Urban, reședința Freetown